# Brunn (Dingolfing)
Brunn ist ein Gemeindeteil der Kreisstadt Dingolfing im niederbayerischen Landkreis Dingolfing-Landau.

## Lage
Das Kirchdorf Brunn liegt etwa zwei Kilometer südwestlich vom Ortskern der Stadt Dingolfing im Isar-Inn-Hügelland.

## Geschichte
Schon um das Jahr 1329 wurde ein Ecker zu Brunn erwähnt. Die Ecker von Lichteneck versuchten um 1500 dort eine Hofmark zu errichten, doch der Widerstand des Pflegers Oswald Eder von Pöring führte dazu, dass das schon im Bau befindliche Schloss wieder abgebrochen werden musste.
Bei der Gemeindebildung  kam Brunn 1818 zur Gemeinde Frauenbiburg und wurde mit deren nördlichen Gemeindeteilen im Zuge der Gebietsreform in Bayern 1972 in die Stadt Dingolfing eingemeindet.

## Sehenswürdigkeiten
- Filialkirche St. Ägidius. Der kleine gotische Kirchenbau aus dem 14./15. Jahrhundert entstand auf einem künstlich angetragenen Hügel. Die Hügelanlage geht vermutlich auf einen Wachturm zurück, der vor dem Bau der Kirche an dieser Stelle stand.